# Национальный музей Эфиопии

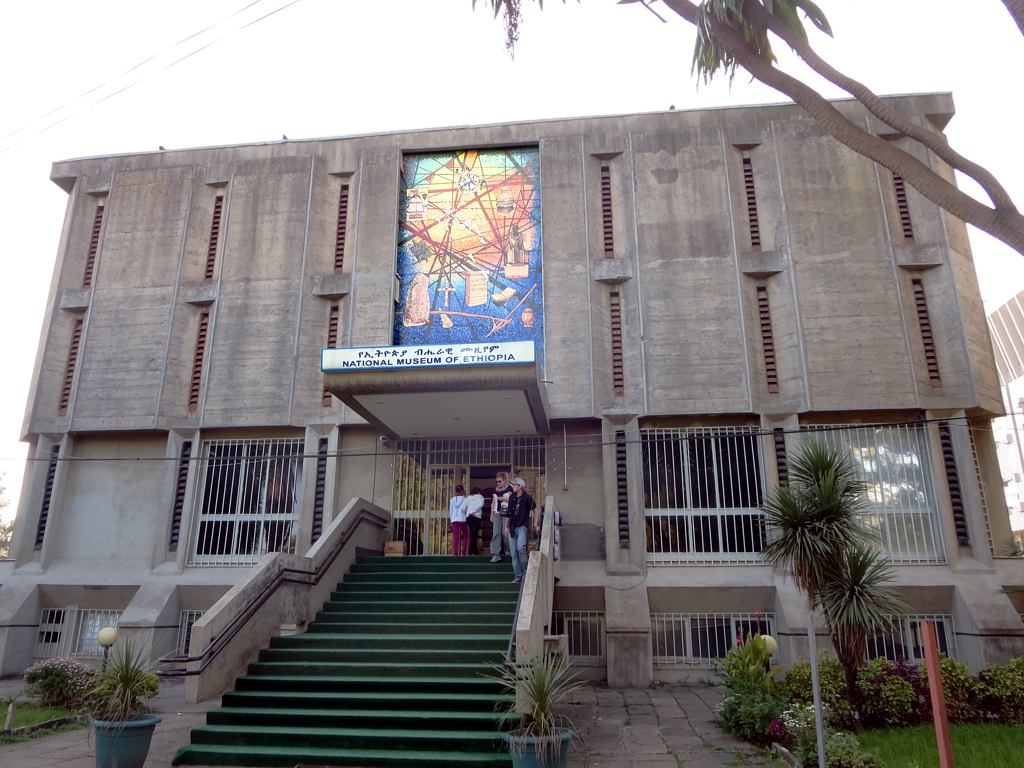
Внешний вид здания музея

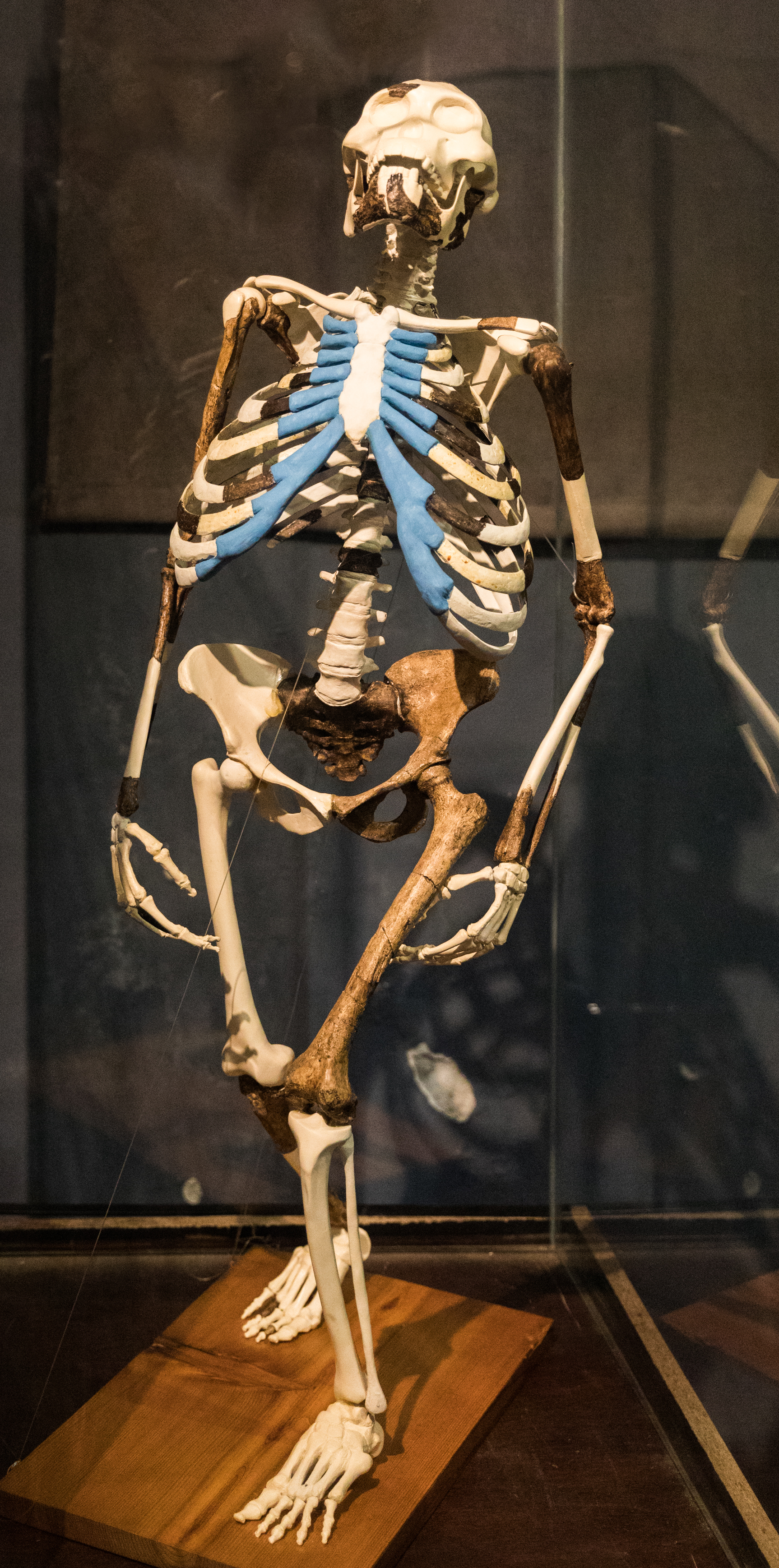
Скелет австралопитека Люси

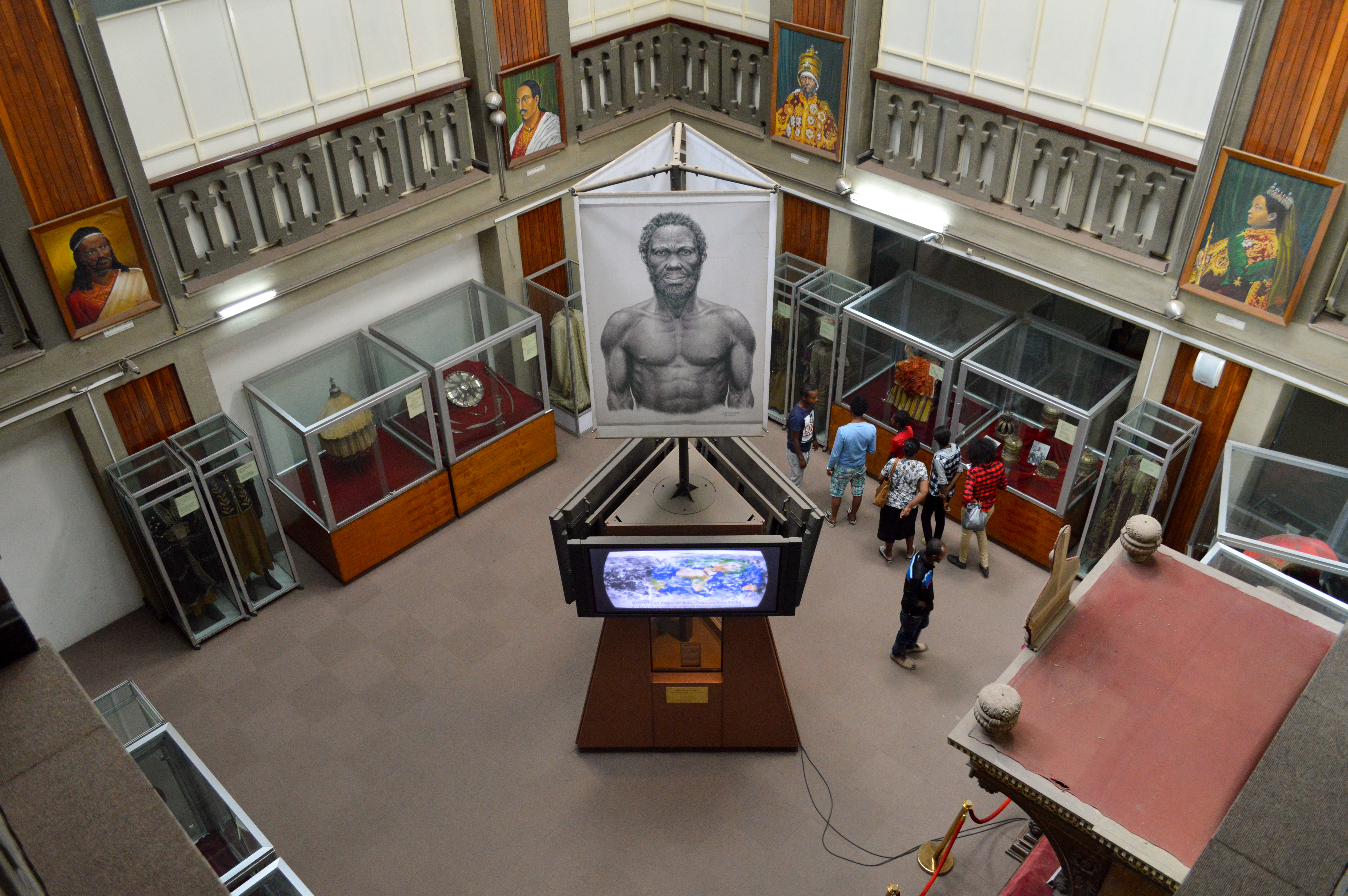
Основной зал с регалиями и вещами императоров Эфиопии

Национальный музей Эфиопии или Эфиопский национальный музей — расположен в северной части столице страны, Аддис-Абебе.

## История
Начало экспозиции музея положила постоянная выставка, открытая в 1936 году, где демонстрировались церемониальные костюмы, пожертвованные королевской семьей и их близкими. В 1958 году был основан Институт археологии для помощи в проведении раскопок французскими археологами на севере Эфиопии, а в 1976 году для экспонирования находок был открыт отдельный музей.
Позже музей диверсифицировал свою деятельность, расширив тематику экспозиций.

## Экспозиции
Музей включает четыре раздела. Археологический и палеоантропологический находятся на первом этаже здания. В них выставлены артефакты из археологических раскопок, сделанных на территории Эфиопии, а также останки ранних гоминидов, включая пластиковую копию Люси — австролопитека афарского, жившего более 3 млн лет назад. На втором этаже музея расположены экспозиции, относящиеся к древнему и средневековому периодам истории страны, включая регалии императоров Эфиопии, например, вещи Хайле Селассие и Менелика II. Здесь также размещаются коллекции картин и предметов декоративно-прикладного искусства — от традиционных до современных работ эфиопских художников, оружие и музыкальные инструменты. На третьем этаже есть этнографическая экспозиция, где музей пытается дать представление о культурном богатстве и разнообразии народов Эфиопии.
В подвальную галерею была добавлена экспозиция останков Селам, состоящих из черепа и фрагментов скелета 3-летнего детёныша гоминида женского пола. Его возраст оценивается старше Люси на 120 тыс. лет, хотя находку часто называют «Дитя Люси» (Lucy’s Child).
Во дворе Национального музея имеется терраса, где обитают разнообразные животные, в частности, черепахи, а также сад, засаженный кустарниками и цветами.

## Особенности посещения
Музей работает каждый день с 09:00 до 17:30. Возле каждой экспозиции имеются специальные дисплеи и таблички с подробной информацией на английском языке.